# Rugby-League-Weltmeisterschaft 2008/Qualifikation
Für die Endrunde der Rugby-League-Weltmeisterschaft 2008, die im Oktober und November in Australien ausgetragen wurde, waren fünf Teilnehmer automatisch startberechtigt. Die restlichen fünf Plätze wurden mit den Gewinnern von vier Qualifikationsturnieren besetzt.

## Qualifizierte Mannschaften
- Australien *
- England *
- Fidschi (Zweiter der Ozeanien-Qualifikation)
- Frankreich *
- Irland (Gewinner der Gruppe 2)
- Neuseeland *
- Papua-Neuguinea *
- Samoa (Gewinner der Repechage)
- Schottland (Gewinner der Gruppe 1)
- Tonga (Gewinner der Ozeanien-Qualifikation)

* automatisch startberechtigt 

## Qualifikationsturniere

### Europa

#### Runde 1
|    | Land        | Spiele | Siege | Unent. | Ndlg. | Spiel- punkte | Diff. | Tabellen- punkte |
| -- | ----------- | ------ | ----- | ------ | ----- | ------------- | ----- | ---------------- |
| 1. | Russland    | 3      | 3     | 0      | 0     | 108:20        | + 88  | 6                |
| 2. | Georgien    | 3      | 2     | 0      | 1     | 102:50        | + 52  | 4                |
| 3. | Niederlande | 3      | 1     | 0      | 2     | 68:123        | - 55  | 2                |
| 4. | Serbien     | 3      | 0     | 0      | 3     | 42:127        | - 85  | 0                |

| 28. April 2006 | Niederlande | 14 : 40 | Russland | Hoek van Holland Zuschauer: 250 |
| 28. April 2006 |             |         |          | Hoek van Holland Zuschauer: 250 |

| 13. Mai 2006 | Serbien | 10 : 45 | Georgien | FK Radnički-Stadion, Belgrad Zuschauer: 500 |
| 13. Mai 2006 |         |         |          | FK Radnički-Stadion, Belgrad Zuschauer: 500 |

| 26. Mai 2006 | Georgien | 57 : 16 | Niederlande | Micheil-Meschi-Stadion, Tbilisi Zuschauer: 10.935 |
| 26. Mai 2006 |          |         |             | Micheil-Meschi-Stadion, Tbilisi Zuschauer: 10.935 |

| 4. Juni 2006 | Serbien | 6 : 44 | Russland | FK Radnički-Stadion, Belgrad Zuschauer: 500 |
| 4. Juni 2006 |         |        |          | FK Radnički-Stadion, Belgrad Zuschauer: 500 |

| 17. Juni 2006 | Niederlande | 38 : 26 | Serbien | Rotterdamse RC Beekweg, Rotterdam Zuschauer: 250 |
| 17. Juni 2006 |             |         |         | Rotterdamse RC Beekweg, Rotterdam Zuschauer: 250 |

| 22. Juni 2006 | Russland | 24 : 0 w.o. | Georgien |  |
| 22. Juni 2006 |          |             |          |  |

#### Runde 2

##### Gruppe 1
Der Gewinner dieser Gruppe qualifizierte sich für die WM, während der Verlierer an der Repechage teilnahm.
| 29. Oktober 2006 | Wales          | 14 : 21 | Schottland | Brewery Field, Bridgend Zuschauer: 2.378 Schiedsrichter: Steve Ganson |
| 29. Oktober 2006 | (14:6) Bericht |         |            | Brewery Field, Bridgend Zuschauer: 2.378 Schiedsrichter: Steve Ganson |

| 4. November 2007 | Schottland     | 16 : 18 | Wales | Old Anniesland, Glasgow Zuschauer: 911 Schiedsrichter: Phil Bentham |
| 4. November 2007 | (14:4) Bericht |         |       | Old Anniesland, Glasgow Zuschauer: 911 Schiedsrichter: Phil Bentham |

##### Gruppe 2
|    | Land     | Spiele | Siege | Unent. | Ndlg. | Spiel- punkte | Diff. | Tabellen- punkte |
| -- | -------- | ------ | ----- | ------ | ----- | ------------- | ----- | ---------------- |
| 1. | Irland   | 4      | 2     | 2      | 0     | 142:64        | + 78  | 6                |
| 2. | Libanon  | 4      | 2     | 2      | 0     | 104:42        | + 62  | 6                |
| 3. | Russland | 4      | 0     | 0      | 4     | 38:178        | - 140 | 0                |

| 22. Oktober 2006 | Russland       | 12 : 50 | Irland | Sili-Stadion, Moskau Schiedsrichter: Phil Bentham |
| 22. Oktober 2006 | (4:20) Bericht |         |        | Sili-Stadion, Moskau Schiedsrichter: Phil Bentham |

| 28. Oktober 2006 | Libanon        | 22 : 8 | Russland | New River Stadium, London Schiedsrichter: Ben Thaler |
| 28. Oktober 2006 | (16:0) Bericht |        |          | New River Stadium, London Schiedsrichter: Ben Thaler |

| 5. November 2006 | Irland         | 18 : 18 | Libanon | Tolka Park, Dublin Zuschauer: 450 Schiedsrichter: Karl Kirkpatrick |
| 5. November 2006 | (0:10) Bericht |         |         | Tolka Park, Dublin Zuschauer: 450 Schiedsrichter: Karl Kirkpatrick |

| 20. Oktober 2007 | Irland          | 58 : 18 | Russland | Carlow Oval, Dublin Zuschauer: 986 Schiedsrichter: Phil Bentham |
| 20. Oktober 2007 | (32:12) Bericht |         |          | Carlow Oval, Dublin Zuschauer: 986 Schiedsrichter: Phil Bentham |

| 27. Oktober 2007 | Russland       | 0 : 48 | Libanon | Nara-Stadion, Naro-Fominsk Zuschauer: 1.426 Schiedsrichter: Richard Silverwood |
| 27. Oktober 2007 | (0:20) Bericht |        |         | Nara-Stadion, Naro-Fominsk Zuschauer: 1.426 Schiedsrichter: Richard Silverwood |

| 2. November 2007 | Irland         | 16 : 16 | Libanon | Crown Flatt, Dewsbury Zuschauer: 803 Schiedsrichter: Ashley Klein |
| 2. November 2007 | (12:4) Bericht |         |         | Crown Flatt, Dewsbury Zuschauer: 803 Schiedsrichter: Ashley Klein |

### Ozeanien
|    | Land       | Spiele | Siege | Unent. | Ndlg. | Spiel- punkte | Diff. | Tabellen- punkte |
| -- | ---------- | ------ | ----- | ------ | ----- | ------------- | ----- | ---------------- |
| 1. | Tonga      | 3      | 2     | 0      | 1     | 102:54        | + 48  | 4                |
| 2. | Fidschi    | 3      | 2     | 0      | 1     | 98:62         | + 36  | 4                |
| 3. | Samoa      | 3      | 2     | 0      | 1     | 86:52         | + 34  | 4                |
| 4. | Cookinseln | 3      | 0     | 0      | 3     | 24:142        | - 118 | 0                |

| 29. September 2006 | Samoa           | 30 : 28 | Fidschi | Campbelltown Stadium, Sydney Zuschauer: 3.013 Schiedsrichter: Jarred Maxwell |
| 29. September 2006 | (14:10) Bericht |         |         | Campbelltown Stadium, Sydney Zuschauer: 3.013 Schiedsrichter: Jarred Maxwell |

| 29. September 2006 | Tonga          | 56 : 14 | Cookinseln | Campbelltown Stadium, Sydney Zuschauer: 3.013 Schiedsrichter: Tony de las Heras |
| 29. September 2006 | (30:4) Bericht |         |            | Campbelltown Stadium, Sydney Zuschauer: 3.013 Schiedsrichter: Tony de las Heras |

| 4. Oktober 2006 | Fidschi        | 30 : 28 | Tonga | Western Weekender Stadium, Sydney Zuschauer: 3.813 Schiedsrichter: Gavin Badger |
| 4. Oktober 2006 | (8:10) Bericht |         |       | Western Weekender Stadium, Sydney Zuschauer: 3.813 Schiedsrichter: Gavin Badger |

| 4. Oktober 2006 | Samoa          | 46 : 6 | Cookinseln | Western Weekender Stadium, Sydney Zuschauer: 3.813 Schiedsrichter: Jason Robinson |
| 4. Oktober 2006 | (26:6) Bericht |        |            | Western Weekender Stadium, Sydney Zuschauer: 3.813 Schiedsrichter: Jason Robinson |

| 7. Oktober 2006 | Fidschi        | 40 : 4 | Cookinseln | Penrith Stadium, Sydney Zuschauer: 1.713 Schiedsrichter: Tony Archer |
| 7. Oktober 2006 | (28:0) Bericht |        |            | Penrith Stadium, Sydney Zuschauer: 1.713 Schiedsrichter: Tony Archer |

| 22. Oktober 2006 | Samoa          | 10 : 18 | Tonga | Headingley Carnegie Stadium, Leeds Zuschauer: 5.547 Schiedsrichter: Steve Ganson |
| 22. Oktober 2006 | (6:12) Bericht |         |       | Headingley Carnegie Stadium, Leeds Zuschauer: 5.547 Schiedsrichter: Steve Ganson |

### Amerika und Pazifik
Ursprünglich sollten an diesem Qualifikationsturnier die Nationalmannschaften von Japan, Südafrika, den USA und West Indies teilnehmen. Südafrika und West Indies sagten aber ihre Teilnahme ab, so dass ein einziges Spiel zwischen Japan und den USA stattfand. Der Gewinner dieses Spiels qualifizierte sich für die Repechage.
| 28. Oktober 2006 | Vereinigte Staaten | 54 : 18 | Japan | Ashton Community Center Field, Philadelphia Zuschauer: 1.200 Schiedsrichter: Robert Irvin |
| 28. Oktober 2006 | (32:6) Bericht     |         |       | Ashton Community Center Field, Philadelphia Zuschauer: 1.200 Schiedsrichter: Robert Irvin |

### Repechage

#### Halbfinale
| 9. November 2007 | Samoa          | 42 : 10 | Vereinigte Staaten | Lowerhouse Lane, Widnes Zuschauer: 753 Schiedsrichter: Ashley Klein |
| 9. November 2007 | (22:0) Bericht |         |                    | Lowerhouse Lane, Widnes Zuschauer: 753 Schiedsrichter: Ashley Klein |

| 9. November 2007 | Wales           | 26 : 50 | Libanon | Lowerhouse Lane, Widnes Zuschauer: 753 Schiedsrichter: Thierry Alibert |
| 9. November 2007 | (16:10) Bericht |         |         | Lowerhouse Lane, Widnes Zuschauer: 753 Schiedsrichter: Thierry Alibert |

#### Finale
| 14. November 2007 | Libanon        | 16 : 38 | Samoa | Post Office Road, Featherstone Zuschauer: 1.323 Schiedsrichter: Ashley Klein |
| 14. November 2007 | (8:28) Bericht |         |       | Post Office Road, Featherstone Zuschauer: 1.323 Schiedsrichter: Ashley Klein |